# Josef Scheuplein
 (septembre 2018).
Josef Scheuplein (né le 7 août 1916 à Wurtzbourg, mort le 26 mars 1998 dans la même ville) est un peintre allemand.

## Biographie

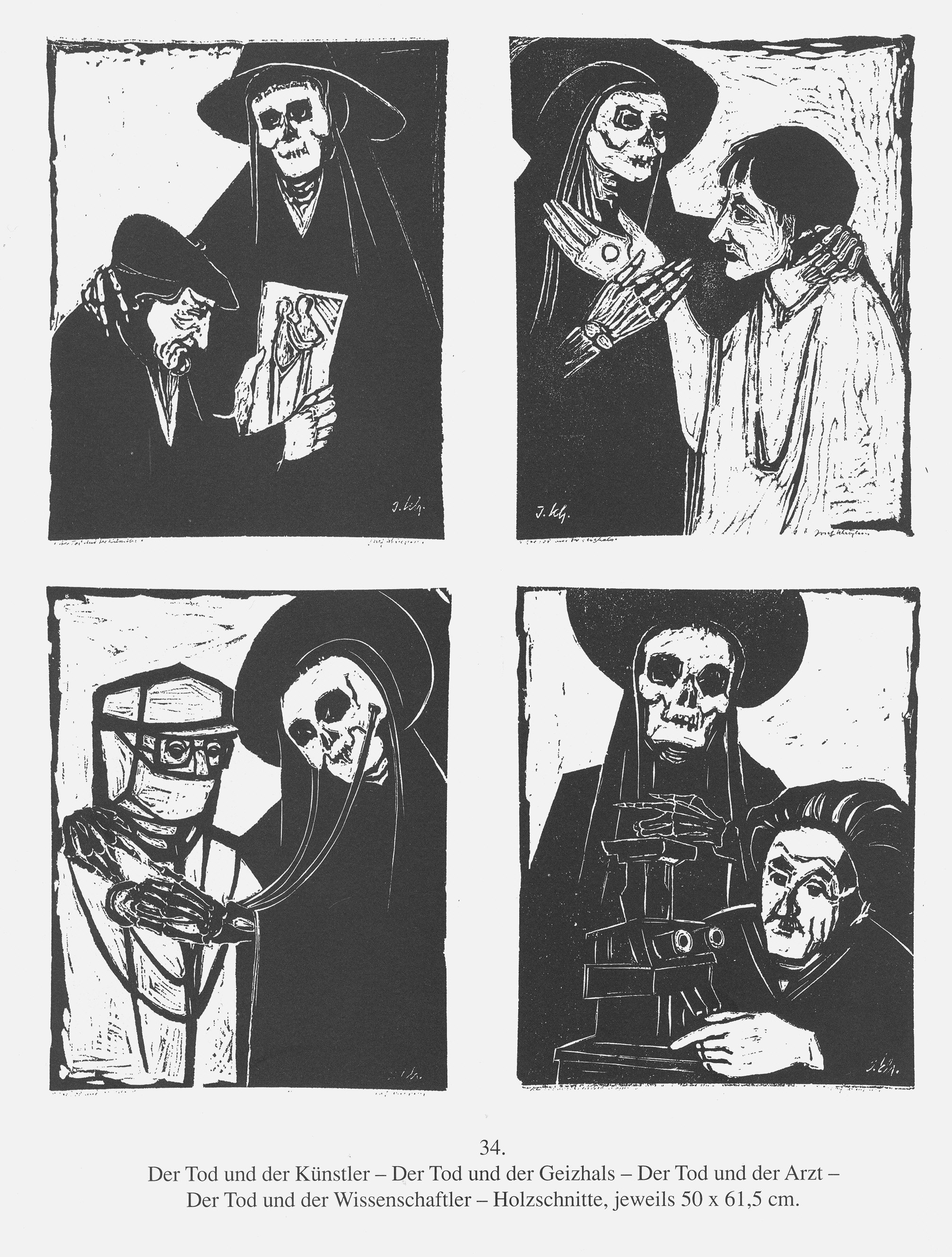
Totentanz

De 1931 à 1935, il suit une formation de graphiste à l'atelier Hetz-Hainlein de Wurtzbourg et assiste le peintre Carl Grossberg. Il étudie ensuite à l'Association centrale polytechnique auprès de Heiner Dikreiter et Willi Greiner. En 1939, il est appelé pour le service militaire. Il est fait prisonnier de guerre en 1945 dans le camp de Rimini, où il rencontre le peintre Karl Walther, qui sera une grande influence.
De retour à Wurtzbourg, il se consacre à son atelier. En 1948, il crée une série de douze vues de la ville. Son œuvre comprend des peintures et des dessins, des paysages qui montrent principalement la Rhön, la Frise, la Norvège, l'Espagne et encore des vues de la région de Wurtzbourg, mais aussi des portraits (Hans Schädel, Klaus Zeitler, autoportraits…). Il est illustrateur pour le Main-Post et le Würzburger Katholische Sonntagsblatt.
Scheuplein est professeur à la Fachoberschule de Wurtzbourg. Il est longtemps membre de la Bundesverband Bildender Künstlerinnen und Künstler.

## Source de la traduction
- (de) Cet article est partiellement ou en totalité issu de l’article de Wikipédia en allemand intitulé « Josef Scheuplein » (voir la liste des auteurs).